# Sucesión de Estados
La sucesión de Estados es una situación propia del Derecho Internacional en la cual un Estado es reemplazado por otro en sus derechos sobre la administración y gobierno de un territorio, pero sobre todo cuando el Estado "sucesor" asume las responsabilidades propias del Estado "predecesor" en cuanto a sus relaciones internacionales y sus obligaciones con otros estados.
La sucesión de Estados enfatiza la transferencia de derechos y obligaciones de un Estado a otro, pudiendo incluir dentro de estos conceptos a diversos elementos como propiedades muebles e inmuebles, participación en tratados, pertenencia a organizaciones internacionales, o la condición de acreedor (o deudor) de préstamos financieros de otros estados.
Las situaciones en las cuales un Estado sucedía a otro en la administración y gobierno de un territorio han sido frecuentes a lo largo de la historia, por causa de anexiones y guerras, pero el desarrollo de las relaciones interestatales en el siglo XIX con su correspondiente abundancia de tratados internacionales multilaterales (convenciones sobre comercio, cultura, comunicaciones, alianzas militares, etc.), así como su relevante influencia sobre la economía mundial y sus manifestaciones (comercio, industria, banca, etc.) han causado que la sucesión de estados debe ser reglamentada con un detalle superior a lo ocurrido en el pasado, en tanto la sucesión de un Estado por otro es un evento que puede causar graves consecuencias a las expectativas de otros estados dentro del derecho internacional.
Para reglamentar los casos de sucesión de estados se ha celebrado en 1978 la Convención de Viena sobre la sucesión de Estados en materia de tratados, que entró en vigor el 6 de noviembre de 1996, regulando las responsabilidades asumidas por los estados sucesores frente al resto del mundo en cuanto a tratados internacionales celebrados por su Estado predecesor.
Los procesos de independización de las antiguas colonias americanas del Imperio español fueron una inicial preocupación de la sucesión de estados, pues se hacía necesario establecer cómo las nuevas repúblicas de América Latina asumían la sucesión en los derechos territoriales de España sobre territorios americanos, así como en las obligaciones comerciales de la Corona española hacia otros países europeos. Situaciones similares ocurrieron tras la disolución del Imperio austrohúngaro en 1918, cuando las nuevas naciones surgidas de dicho Estado debieron establecer los derechos y obligaciones en las cuales eran sucesoras del fenecido imperio.
Los procesos de descolonización ocurridos en África y Asia desde 1945 trajeron el renovado interés sobre la sucesión de estados, respecto no solo a derechos territoriales sino además a los derechos de las poblaciones de los territorios involucrados, su situación jurídica, y la transmisión a los nuevos estados de los derechos ganados por la metrópoli frente a terceros estados.
Un reciente ejemplo de sucesión de estados en forma masiva ocurrió en 1991 cuando se disolvió la Unión Soviética, siendo que de inmediato se hizo urgente determinar cuáles de las quince nuevas repúblicas surgidas de la antigua URSS serían sucesoras de esta en cuanto a sus derechos y deberes (por ejemplo, la deuda externa soviética con terceros países, o las deudas que países extranjeros tenían con la URSS).
También se hizo preciso determinar cuáles de esas nuevas naciones asumirían las obligaciones que había contraído la URSS mediante tratados internacionales en numerosos aspectos (comercio, pesca, industria, control de armas, etc.), e inclusive cuáles propiedades muebles e inmuebles situadas en el territorio de cada nuevo estado serían incluidas en la "sucesión" (edificios históricos, colecciones artísticas, reliquias históricas, entre otros). De igual manera se hizo necesario determinar el nuevo régimen de las fuerzas armadas de la extinta URSS, determinando desde la posesión física de material de guerra entre las quince repúblicas (incluyendo aviones, tanques, buques, arsenales convencionales o nucleares) hasta los derechos del personal militar (unidades militares de las nuevas repúblicas, grados militares, sueldos y pensiones).
En este caso en particular, las Naciones Unidas admitieron que sea la Federación de Rusia el "Estado sucesor" de la URSS en cuanto a relaciones internacionales dentro de la ONU, en tanto la antigua República Socialista Federativa Soviética de Rusia ejercía control sobre el 77% del territorio y el 51% de la población de la Unión Soviética. Ante este hecho, se estableció que los derechos y prerrogativas de la URSS en la ONU (incorporación a la Asamblea General y el puesto permanente en el Consejo de Seguridad de las Naciones Unidas) correspondieran a Rusia, así como la transformación de las legaciones diplomáticas soviéticas en legaciones rusas.
Análogos problemas surgieron con la disolución de Yugoslavia en 1991, y de Checoslovaquia en 1993, al fundarse nuevos Estados. En estos casos, la República Checa y Eslovaquia acordaron una división armónica de los derechos y obligaciones del antiguo Estado checoslovaco en tanto Eslovaquia conservaba un territorio y población casi idénticos a los de la República Checa. En la situación yugoslava, la ONU solo aceptó que Serbia y Montenegro mantuvieran su carácter de miembro bajo el nombre de "Antigua República de Yugoslavia" en tanto el Estado formado por ambas repúblicas solo conservaba porciones minoritarias del territorio y población de la extinta Yugoslavia, ya fraccionada entre Croacia, Eslovenia, Bosnia y Herzegovina y la Antigua República Yugoslava de Macedonia (hoy Macedonia del Norte).